# Polyphlebium venosum
Poyphlebium venosum
Espèce
Polyphlebium venosum est une espèce de fougères de la famille des Hyménophyllacées.
Synonymes : Trichomanes venosum R.Br., Trichomanes venustulum Colenso, Crepidomanes venosum (R.Br.) Bostock.

## Description
Cette espèce est l'espèce type du genre Polyphlebium.
Les frondes sont divisées une seule fois et ont de 5 à 15 cm.
Sa  texture est particulièrement transparente et laisse apparaître très nettement les nervures : cette caractéristique est à l'origine de l'épithète spécifique.

## Distribution
Cette espèce est présente en Nouvelle-Zélande, en Australie et en Tasmanie. Elle est principalement épiphyte.